# Région d'Atacama
Pour les articles homonymes, voir Atacama.
La région d'Atacama est une région du Chili située dans le nord du pays. Elle est placée entre la région d'Antofagasta au nord, l'Argentine à l'est et la région de Coquimbo au sud. Elle fait partie de la zone désertique qui occupe tout le nord du Chili et dont la formation la plus connue est le désert d'Atacama. La cordillère des Andes qui occupe la partie orientale de la région comporte des sommets culminant à plus de 6000 m comme le Nevados Ojos del Salado (6 880 m) et le Nevado Tres Cruces (6 753 m). La capitale de la région est Copiapó. L'économie de la région repose principalement sur l'extraction du minerai de cuivre et son raffinage.

## Géographie

### Situation
La région d'Atacama est située dans le nord du Chili. Au-delà de la limite méridionale de la région débute le climat plus modéré des régions centrales du Chili.

### Géologie et relief
La région présente les caractéristiques d'une région désertique. Elle est subdivisée comme le reste du pays en sous-ensembles géologiques et climatiques qui forment des bandes parallèles à la côte. En allant de l'océan Pacifique à la frontière avec l'Argentine on trouve les plaines côtières qui bordent l'océan, la cordillère de la Côte , la dépression intermédiaire , la cordillère des Andes et l'altiplano.

#### Le désert côtier
Cet écosystème comporte une zone fortement influencée par le courant froid de Humboldt et par la brume côtière (la camanchaga) qui, en augmentant l'humidité de l'air, permet le développement d'une rare flore composée de cactus echinopsis et de copiapoa.

On trouve sur la zone côtière des oiseaux spécifiques des bords de mer telle la mouette (Larus modestus), le pilpilén (Haemotopus palliatus), le cormoran guanay (Phalacrocorax bougainvilii), un petit échassier, le zarapito (Numius phaeopus).

Les colonies de manchots de Humboldt (Speniscus humboldti) sont assez fréquentes, ainsi que des mammifères marins tels la loutre (Lontra felina) et les loups de mer.

On rencontre aussi des petits reptiles comme Tropidurus tarapacensis et des salamandres telle Homonota gaudichaudi.

#### Le désert intérieur
Le désert intérieur est un écosystème caractérisé par une pluviosité très faible (voire par endroits nulle). Cette zone s'étend de la chaîne côtière aux contreforts de la cordillère.

On ne retrouve que peu de végétaux, qui sont en général proches des points d'eau : signalons le tamarugo (Prosopis tamarugo) et différentes espèces d'herbe de la Pampa appelée ici « queue de renard » (Hordeum sp).

On croise parfois des reptiles comme le dragon de Reiche (Phrynosaura reichei), qui est une espèce rare.
Dans les points d'eau du salar d'Atacama, on trouve un écosystème particulier propre aux zones salées qui se rencontrent aussi dans tous les salars et lagunes d'altitude.

#### L'altiplano chilien et la cordillère
C'est une zone au-dessus de 3 500 mètres située en zone tropicale et recevant 300 à 400 mm d'eau l'été principalement en janvier et février.

On trouve dans cette zone de la llareta, sorte de « mousse » dure (Azorella compacta) qui a failli disparaître car elle fut utilisée comme combustible dans les exploitations de salpêtre. La llareta pousse sur les rochers qu'elle recouvre entièrement et forme ainsi des massifs globuleux pouvant atteindre plus de 2 mètres. Au sol, des herbes raides comme la paja (Festuca sp) et le tolar (Parstrephia sp).

On rencontre dans cette région, comme dans d'autres au Chili, 4 espèces de camélidés (Camelidae) : le lama (Lama glama) qui est domestiqué, l'alpaca ou alpaga (Lama pacos) que l'on élève pour sa laine et sa viande, le guanaco (Lama guanicoe), animal sauvage, et la vigogne (Vicugna vicugna), qui est sauvage et protégée. La vigogne est réputée pour avoir la laine la plus soyeuse du monde.

On rencontre aussi des viscaches (lagidium viscaccia), sortes de lapin avec une longue queue, de grandes moustaches et des oreilles courtes ; des renards (Pseudolopex culpeus) ; des pumas (Puma concolor) ; plusieurs espèces de rongeurs comme le tuco tuco (Ctenomys sp), le rat bolivien (Auliscomys boliviensis), et au-delà de 3 500 mètres le chinchilla (Chinchillula sahamae).

De nombreuses espèces d'oiseaux, la plupart autour des lagunes d'altitude : plusieurs espèces de flamants roses : le grand flamant (Phoenicoparrus andinus), le flamant de James (Phoenicoparrus jamesi), le flamant chilien (Phoenicoparrus chilensi) qui filtrent avec leur bec de petits animaux adaptés à l'eau hypersalée des lagunes. Autres oiseaux : canard de la Puna (Anas puna), avocette andine (Recurvirostra andina), piuquen (Chloephaga melanoptera), tagua (Fulica gigantea) et (Fulica cornuta). Enfin, le nandou (Pterocnemia pennata garleppi), oiseau coureur. 

Paysages de la région
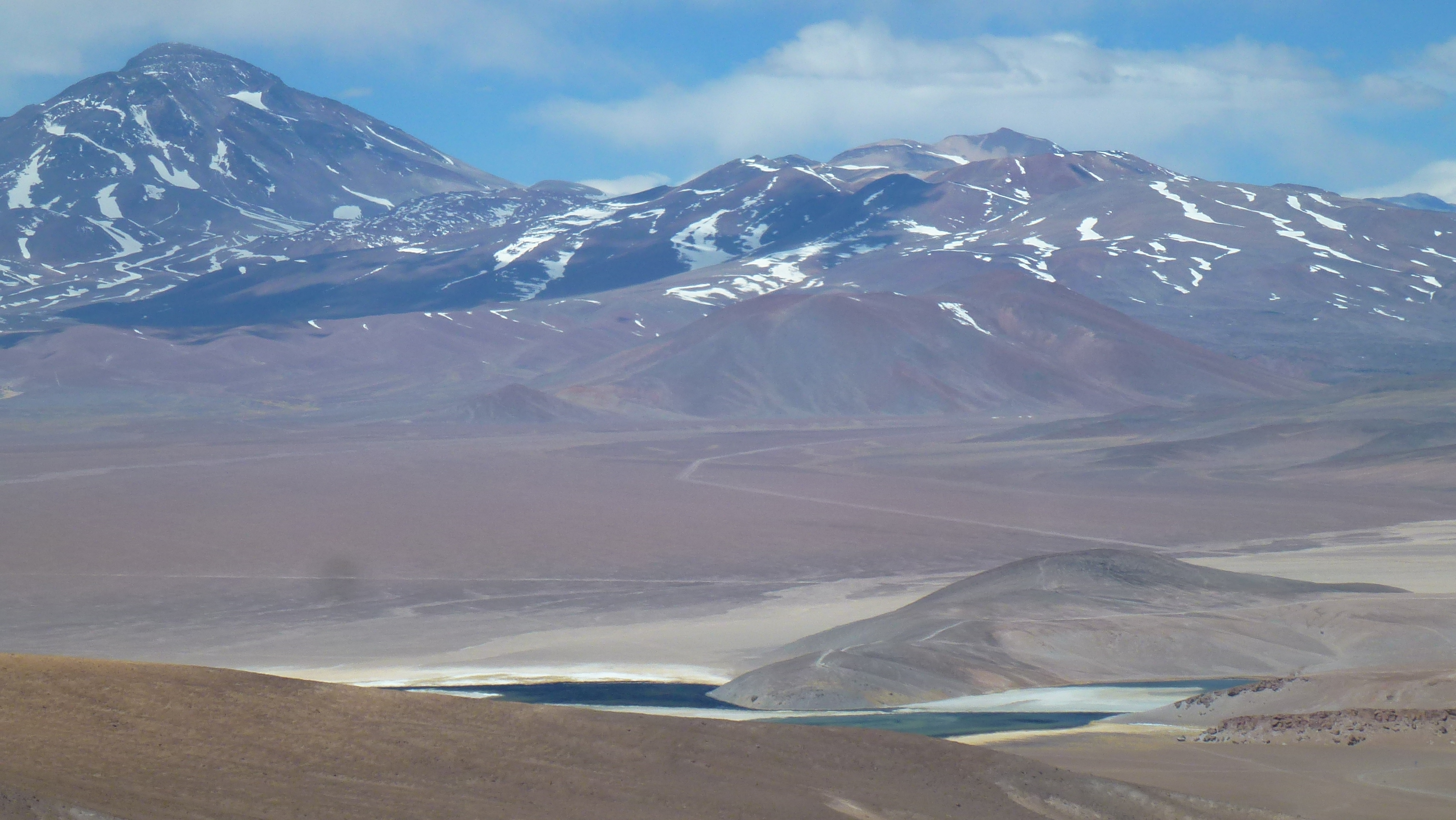
Lac Santa Rosa et Tres Cruces
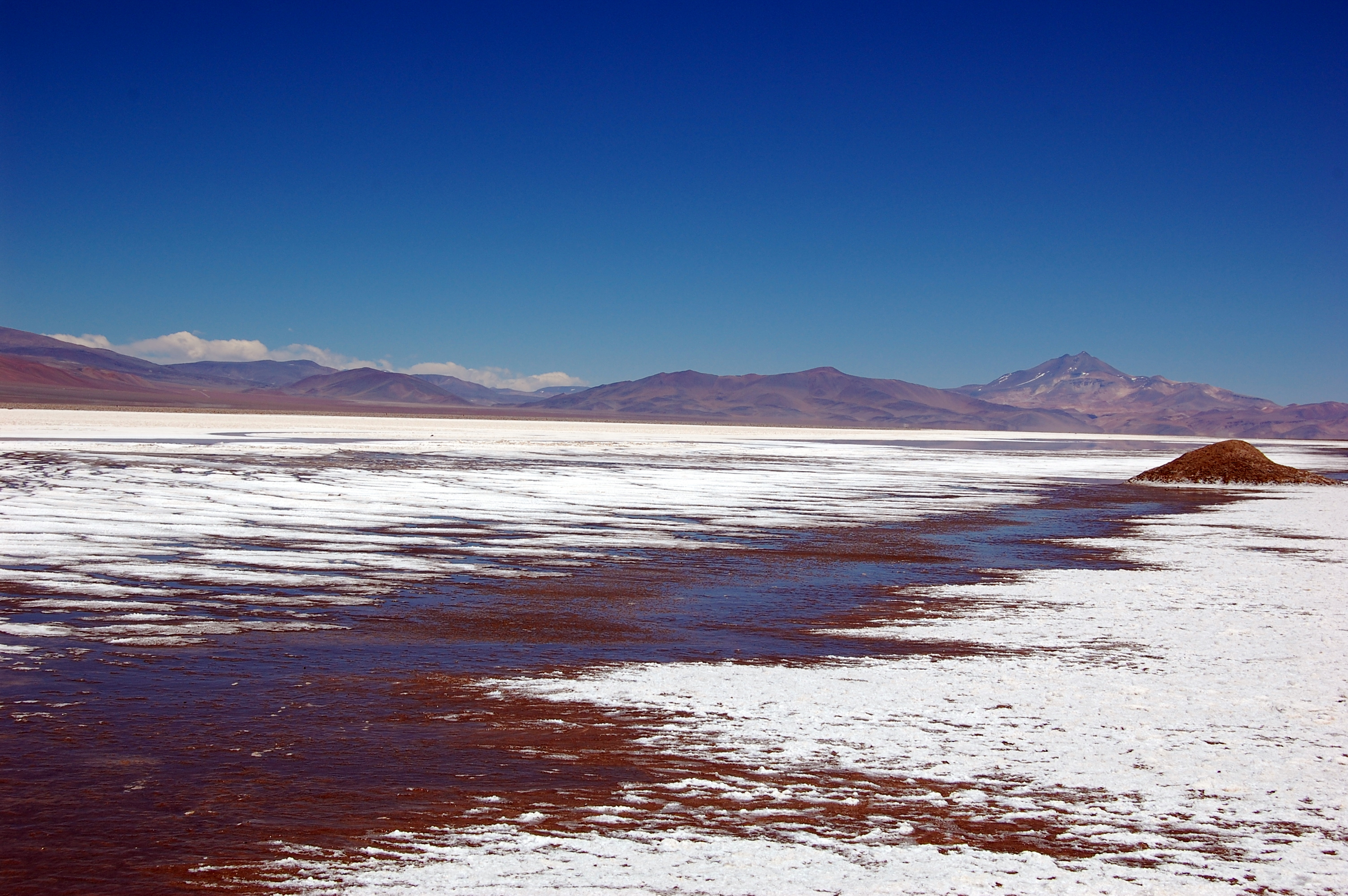
Salar Maricunga.
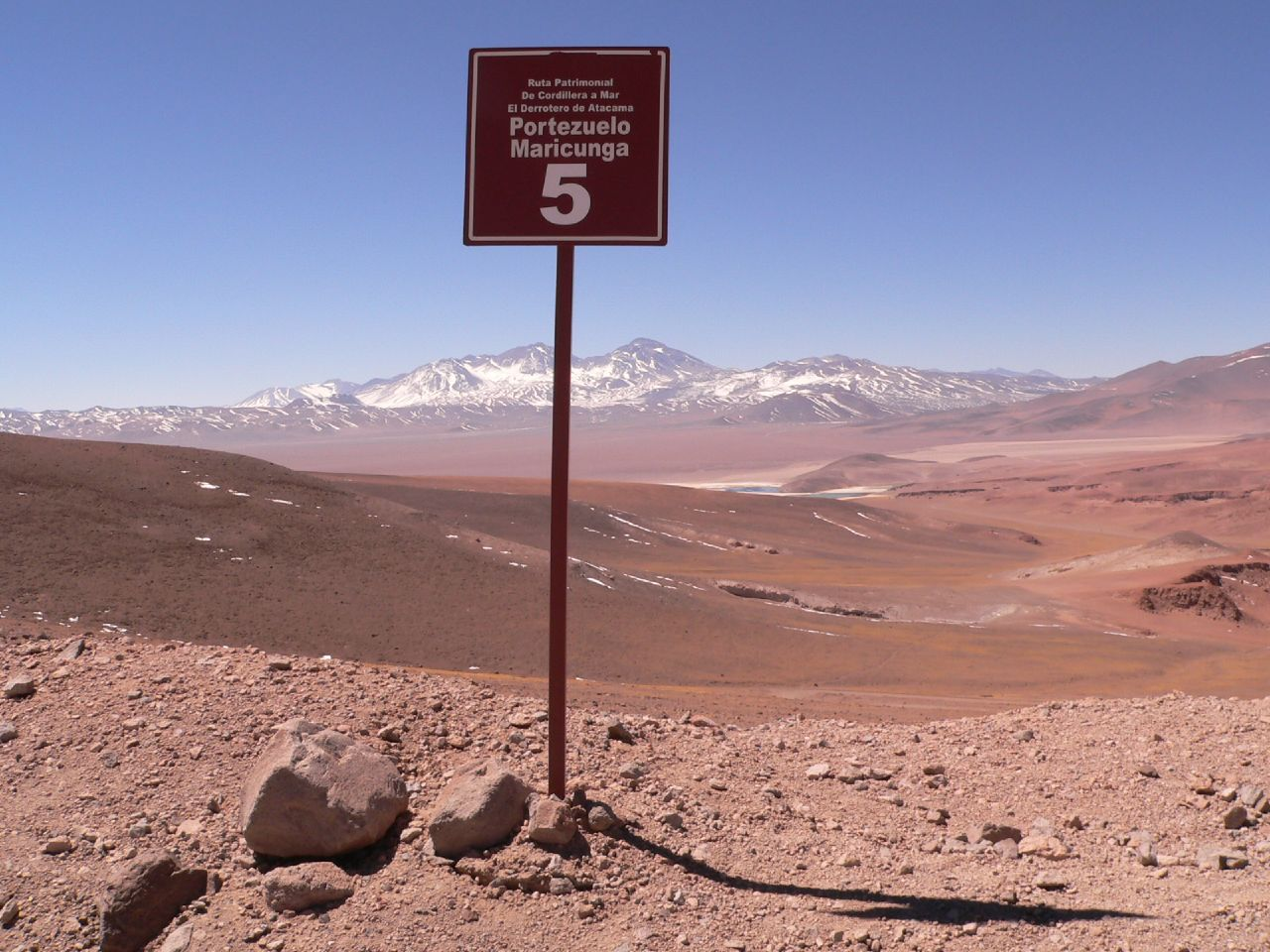
Nevado Tres Cruces,.

### Voies de communication et transports
La région est reliée au reste du pays principalement par la Route panaméricaine qui permet d'atteindre Santiago, située à quelque 700 km plus au sud. Le principal aéroport est celui Copiapó (Chamonate).

## Histoire
Elle fut peuplée par les Indiens Diaguitas avant de faire partie de l'Empire Inca jusqu'à l'arrivée des Espagnols au début du XVIe siècle. Elle devint province chilienne à l'indépendance en 1810.

## Subdivisions territoriales

### Provinces et communes
| \| Province \| Capitale \| Commune \| Chef-lieu si ≠ de la commune \| Superficie \| Population (2012)[2] \| \| -------- \| -------- \| ------------------ \| ---------------------------- \| ---------- \| -------------------- \| \| Chañaral \| Chañaral \| 1 Chañaral \| \| 5 772 \| 14 146 \| \| Chañaral \| Chañaral \| 2 Diego de Almagro \| \| 18 664 \| 16 452 \| \| Copiapó \| Copiapó \| 3 Caldera \| \| 4 667 \| 16 150 \| \| Copiapó \| Copiapó \| 4 Copiapó \| \| 16 681 \| 158 261 \| \| Copiapó \| Copiapó \| 5 Tierra Amarilla \| \| 11 191 \| 13 912 \| \| Huasco \| Vallenar \| 6 Alto del Carmen \| \| 5 939 \| 5 488 \| \| Huasco \| Vallenar \| 7 Freirina \| \| 3 578 \| 6 531 \| \| Huasco \| Vallenar \| 8 Huasco \| \| 1 601 \| 9 015 \| \| Huasco \| Vallenar \| 9 Vallenar \| \| 7 084 \| 52 099 \| |          |                    |                              |            |                   |
| Province | Capitale | Commune            | Chef-lieu si ≠ de la commune | Superficie | Population (2012) |
| Chañaral | Chañaral | 1 Chañaral         |                              | 5 772      | 14 146            |
| Chañaral | Chañaral | 2 Diego de Almagro |                              | 18 664     | 16 452            |
| Copiapó | Copiapó  | 3 Caldera          |                              | 4 667      | 16 150            |
| Copiapó | Copiapó  | 4 Copiapó          |                              | 16 681     | 158 261           |
| Copiapó | Copiapó  | 5 Tierra Amarilla  |                              | 11 191     | 13 912            |
| Huasco | Vallenar | 6 Alto del Carmen  |                              | 5 939      | 5 488             |
| Huasco | Vallenar | 7 Freirina         |                              | 3 578      | 6 531             |
| Huasco | Vallenar | 8 Huasco           |                              | 1 601      | 9 015             |
| Huasco | Vallenar | 9 Vallenar         |                              | 7 084      | 52 099            |

### Agglomérations et habitats dispersés
L'administration chilienne subdivise les agglomérations en villes (ciudad) de plus de 5 000 habitants, bourgs (pueblo) dont la population est comprise entre 1 000 et 5 000 habitants, villages (aldea) de 300 à 1 000 habitants et hameaux (caserío) de 3 à 300 habitants.
| Type agglomération | Nombre | Population totale | Pourcentage total région | Liste des agglomérations                                                                     |
| ------------------ | ------ | ----------------- | ------------------------ | -------------------------------------------------------------------------------------------- |
| Villes (ciudad)    | 8      | 226 266           | 89 %                     | Copiapó, Vallenar, Chañaral, Huasco, Tierra Amarilla, Diego de Almagro, Caldera, El Salvador |
| Bourgs (pueblo)    | 7      | 6 353             | 2,5 %                    | Freirina, Bahia Inglesa, Loreto, Puerto Viejo , El Salado, Flamenco, Portal del Inca         |
| Villages (aldea)   | 13     | 5 785             | 2,3 %                    | Alto del Carmen...                                                                           |
| Hameaux (caserío)  | 164    | 7 656             | 3 %                      |                                                                                              |
| Habitat dispersé   | 783    | 8 276             | 3,3 %                    |                                                                                              |

Agglomérations
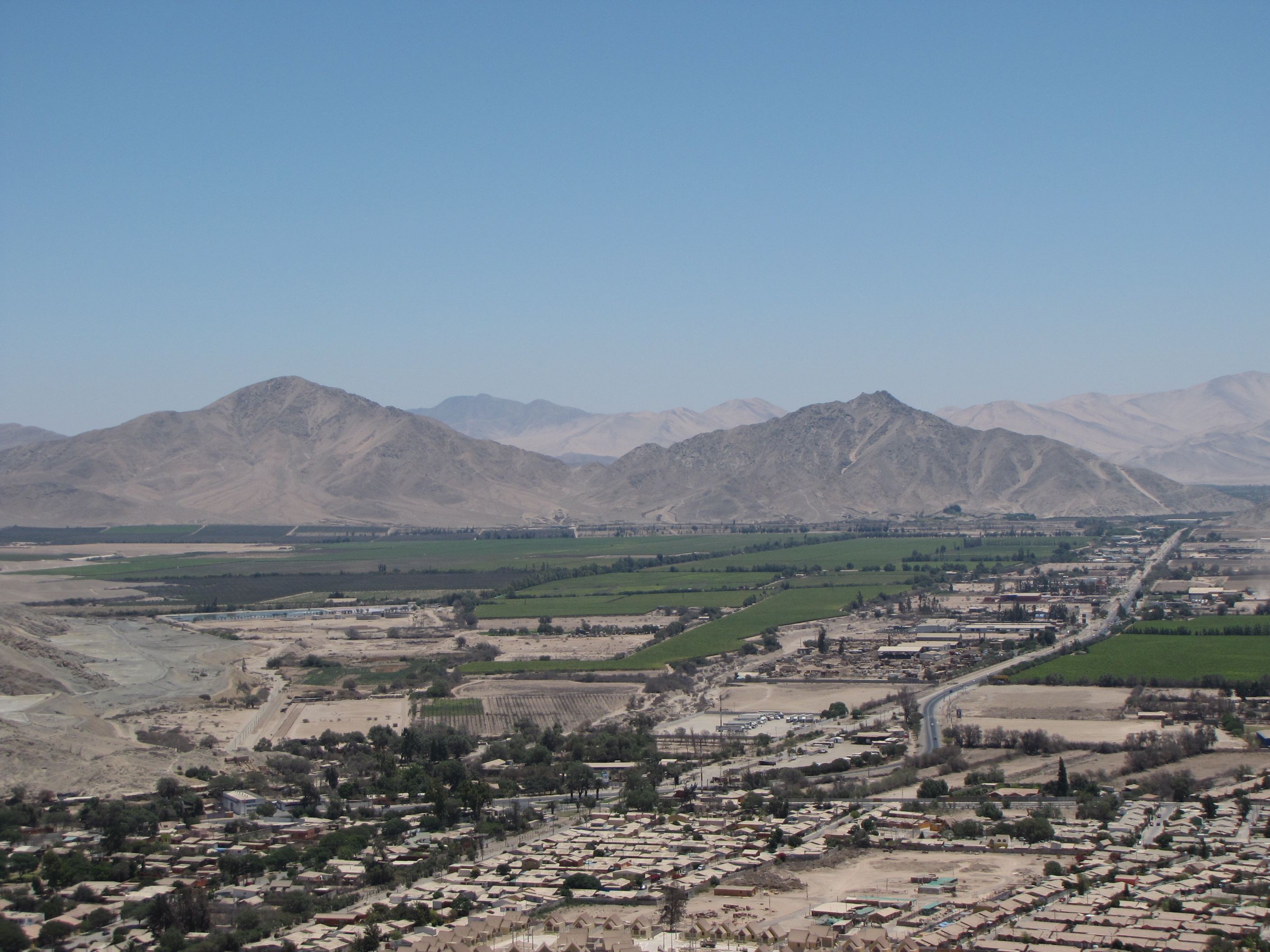
Vallée de Copiapo.
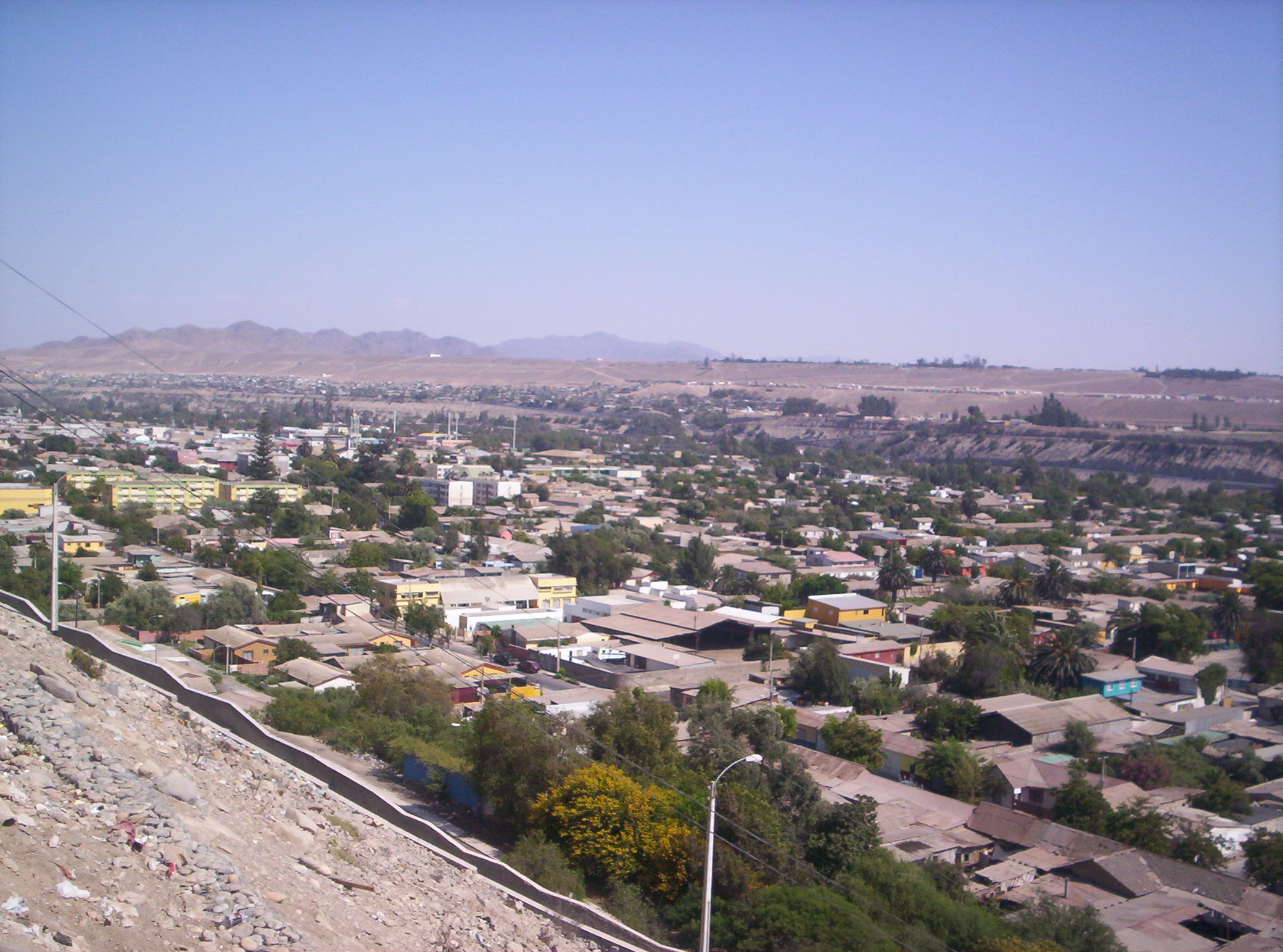
Vallenar.
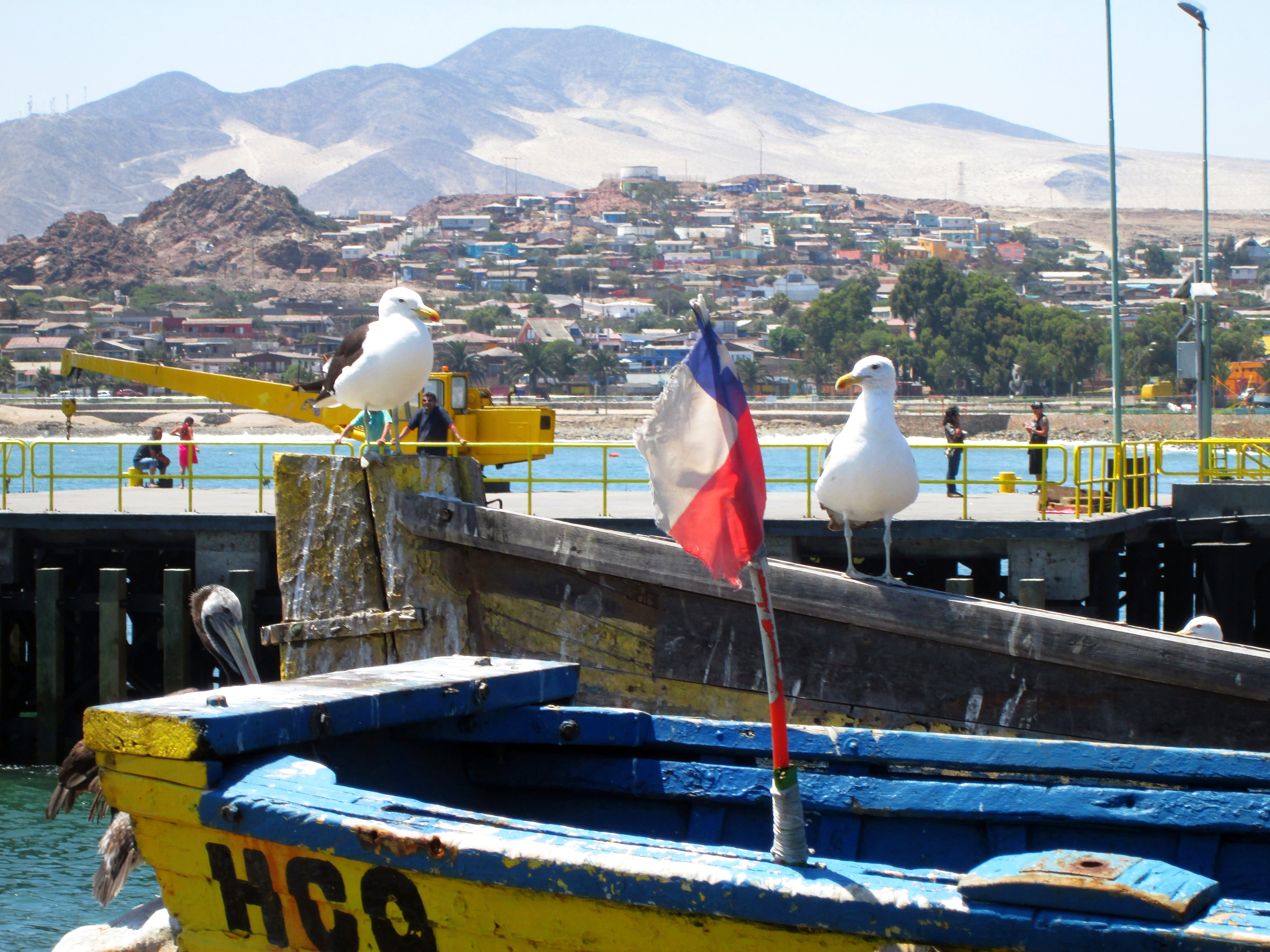
Le port de Huasco.

## Économie
Cette région, peu développée dans son ensemble, tire des ressources de l'extraction du minerai de fer et du cuivre. Le tourisme est devenu une activité essentielle dans l'économie de la région. La plupart des touristes sont sud-américains, principalement Argentins, mais le nombre d'Européens s'accroît rapidement.
La région n° III produit un peu moins du quart des minerais du Chili, principalement du minerai de fer avec 60 % de la production nationale, soit 5 200 000 tonnes.
72 % de la surface est non cultivable, le reste est principalement occupé par de l'élevage caprin et ovin pour la majeure partie. Peu de culture si ce n'est sur les rives du rio Copiapó.

## Patrimoine naturel
Les principaux lieux touristiques sont les stations balnéaires de Bahía Inglesa et Caldera, qui bénéficient d'eaux cristallines et tempérées (à la différence des autres plages le long du Pacifique).
L'écotourisme et le tourisme d'aventure dans les montagnes se développent bien. À 150 kilomètres de Copiapó se trouve le parc national Nevado Tres Cruces, qui, non seulement protège un grand nombre d'espèces animales alto-andines, mais héberge aussi quelques-uns des plus hauts volcans des Andes.